# Sufit (album)
Sufit – album zespołu Raz, Dwa, Trzy wydany w 1996 nakładem wytwórni Pomaton.

## Lista utworów
1. „Z rozmów” – 04:23
2. „Tyle będzie” – 03:56
3. „Sufit” – 04:10
4. „Nie będziemy” – 04:49
5. „Policjanci w Moskwie szukają Portweinu” – 02:33
6. „Liryczna piosenka dla Wacka” – 02:51
7. „Oprócz nas” – 04:10
8. „Prawie” – 03:22
9. „Przetrwają” – 06:44
10. „Po filmie” – 03:02
11. „Przez próg” – 05:52

## Twórcy
- Mirosław Kowalik – kontrabas, śpiew
- Adam Nowak – gitara klasyczna, gitara, śpiew
- Jacek Olejarz – perkusja
- Grzegorz Szwałek – akordeon, klarnet, instrumenty klawiszowe, pianino, śpiew

### Gościnnie
- Marzena Rogalska – chórki
- Jarosław Treliński – gitara akustyczna, gitara klasyczna, śpiew

### Personel
- Wojciech Waglewski – producent, gitara akustyczna, gitara klasyczna, śpiew